# 1 E13 m
Pour aider à comparer les ordres de grandeur des différentes longueurs, voici une liste de longueurs de l'ordre de 10 × 1013 m, soit 10 milliards de kilomètres ou 67 unités astronomiques :
- 1,14 × 1013 m (77 au) : périhélie de 90377 Sedna ;
- 1,29 × 1013 m (87,5 au) : éloignement de 90377 Sedna en mars 2014 ;
- 1,4 × 1013 m (95 au) : limite communément admise du système solaire ;
- 1,45 × 1013 m (97 au) : éloignement de Pioneer 11 au 15 octobre 2017 ;
- 2,6 × 1013 m (173 au) : un jour-lumière, la distance parcourue par la lumière en un jour.